# Tanaka (Klan)

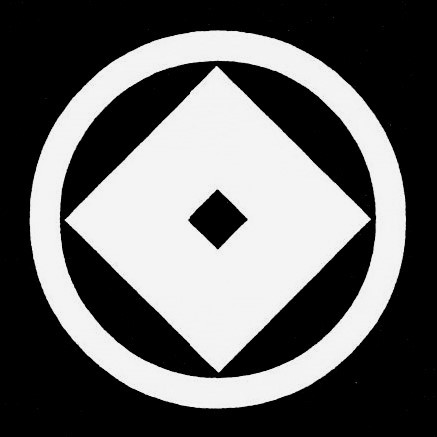
Wappen der Tanaka (Nagelauszieher im Kreis)

Die Tanaka (japanisch 田中氏, Tanaka-shi) waren eine Familie des japanischen Schwertadels (Buke), die sich von den Tachibana ableitete und bis zum Anfang der Edo-Zeit eine Rolle spielte.

## Genealogie
- Yoshimasa (吉政; 1548–1609) diente Oda Nobunaga, dann Toyotomi Hideyoshi, der ihn 1583 mit Hachiman’yama in der Provinz Ōmi belehnte, mit einem Einkommen von 30.000 Koku. 1590 wurde er nach Okazaki (Provinz Mikawa) mit 50.000, später 100.000 Koku versetzt. Als Berater von Hideyoshis Sohn Hidetsugu informierte er Tokugawa Ieyasu über dessen ehrgeizigen Pläne. Nach der Schlacht von Sekigahara gab er ihm die Provinz Chikugo als Lehen Yanagawa mit einem Einkommen von 320.000 Koku.[2]
- Tadamasa (忠政; 1585–1620), Yoshimasas Sohn starb ohne Nachkommen. Daraufhin fiel das Lehen an den Shogun zurück, die es als Lehen Kurume den Arima übertrugen.